# Trogon de Duvaucel
Harpactes duvaucelii
Espèce
Statut de conservation UICN

 NT  : Quasi menacé
Le Trogon de Duvaucel  (Harpactes duvaucelii)  est une espèce d'oiseau de la famille des Trogonidae.

## Nomenclature
Son nom commémore le naturaliste français Alfred Duvaucel (1793-1825).

## Répartition
Il est réparti à travers les basses terres du Sundaland : isthme de Kra, péninsule Malaise, Singapour, Sumatra et Bornéo.

## Habitat
Cet oiseau ne dépasse les forêts situées à plus 1 000 m. Les principales menaces qui pèse sur lui sont la destruction de son habitat naturel (en Indonésie, les forêts où il est présent devraient avoir disparu en 2010. En Thaïlande et en Malaisie, l'espèce semble moins menacée dans l'immédiat et se trouve en abondance. Le nom de l'espèce commémore le naturaliste français Alfred Duvaucel (1793-1825).